# Praça do Km 40
A Praça do Km 40 é uma praça situada no bairro do Campo Lindo, na cidade fluminense de Seropédica. Localiza-se no cruzamento da BR-465 com a Rua Rita Batista.
O nome da praça se deve ao fato de ela estar situada no Km 40 da BR-465, uma rodovia de ligação que liga a Rodovia Presidente Dutra (parte da BR-116) e a Rodovia Rio–Santos (parte da BR-101). O logradouro frequentemente recebe eventos destinados à população local, como apresentações artísticas e culturais.